# Hof van Tilly

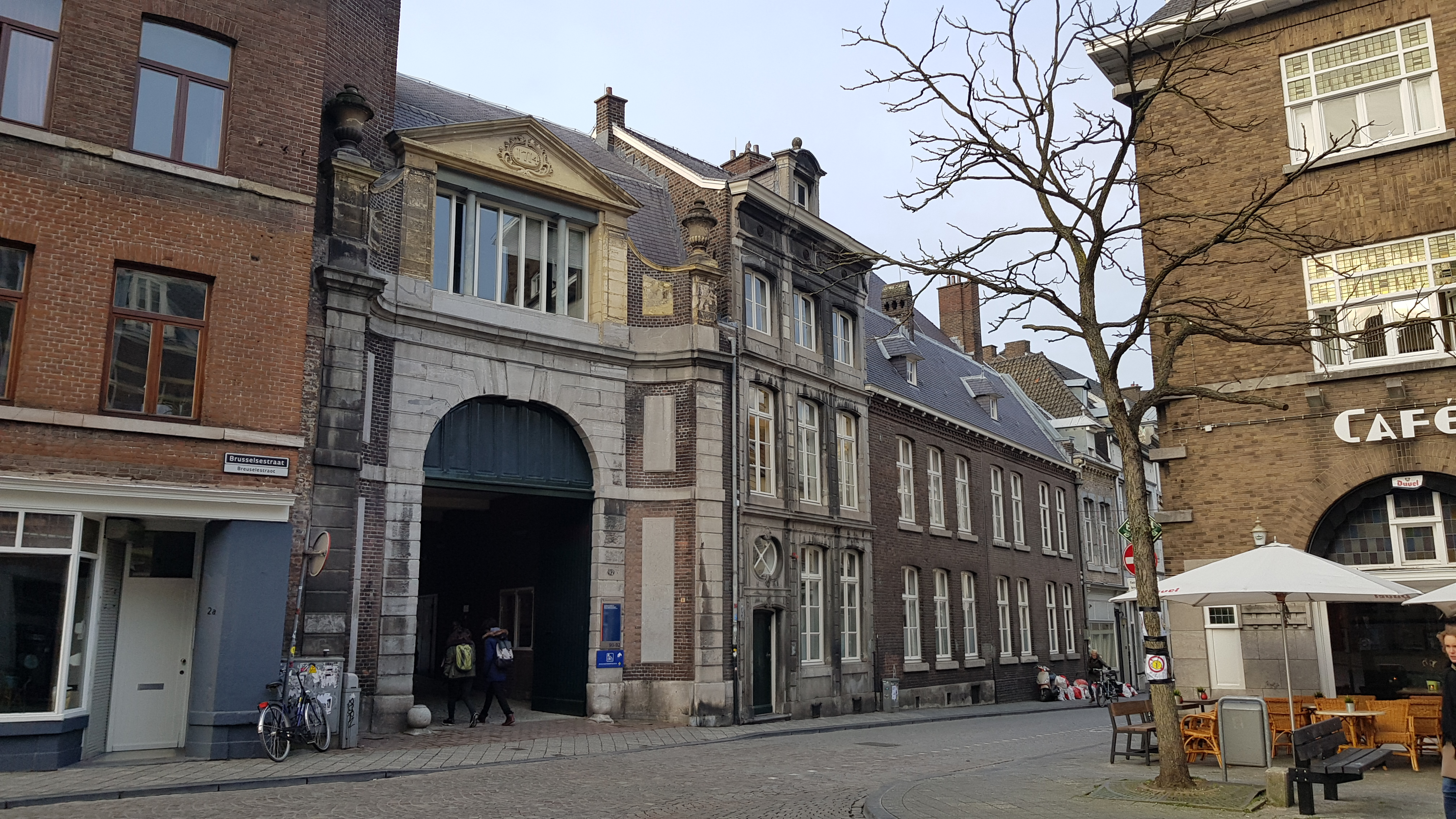
Hof van Tilly: poort

De Hof van Tilly is een voormalig stadspaleis en gebouwencomplex in het centrum van de Nederlandse stad Maastricht.

## Ligging en gebruik
De Hof van Tilly ligt in de centrumbuurt Statenkwartier aan de Grote Gracht 90-92, ongeveer op de plaats waar deze straat overgaat in de Brusselsestraat. In het gebouw zit de Faculteit der Cultuur- en Maatschappijwetenschappen van de Universiteit Maastricht. Deze faculteit is ook gevestigd in de nabije panden van de Grote Gracht 86 en Grote Gracht 80-82 (Huis Soiron).

## Geschiedenis

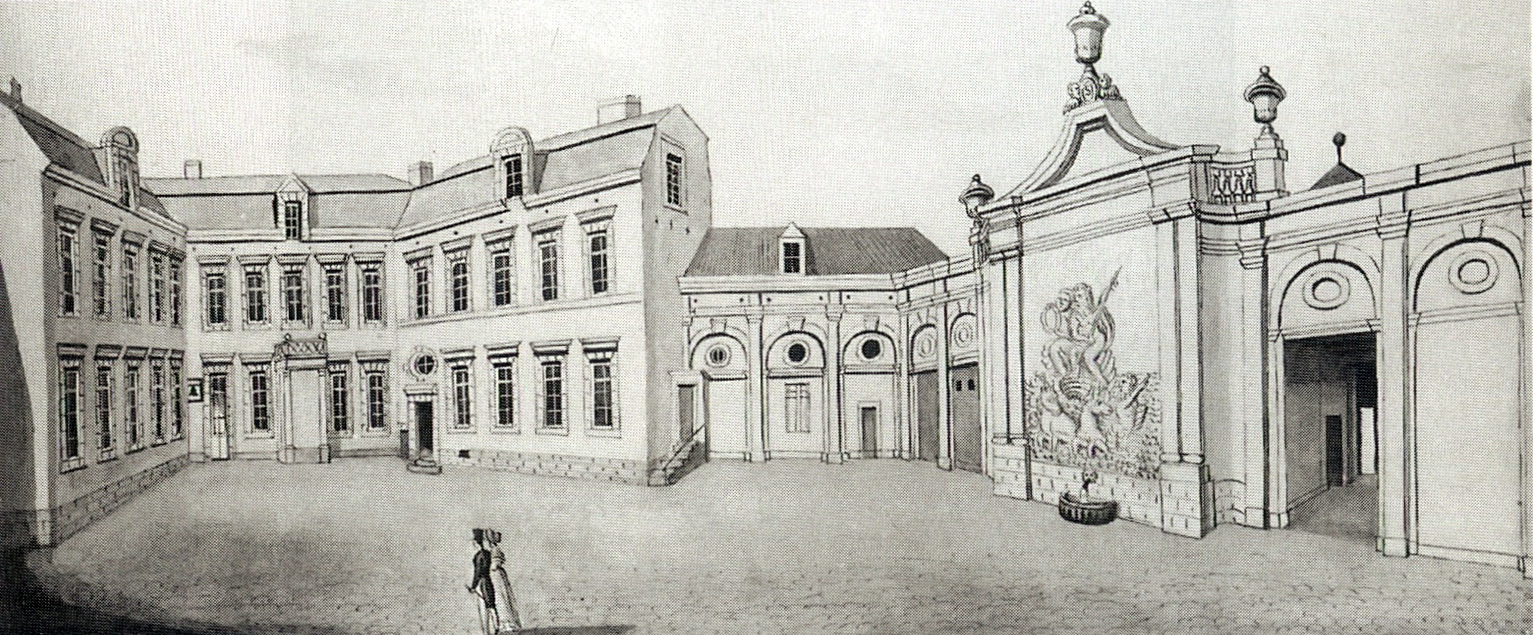
Hof van Tilly, ca. 1840

Vanaf 1529 lag op deze locatie de Poort van Munsterbilzen, het refugiehuis van de abdij van Munsterbilzen, een adellijk damesstift op enkele kilometers ten westen van Maastricht gelegen. Voor die tijd behoorde het perceel tot de bezittingen van het klooster Beyart. Blijkbaar was het refugiehuis persoonlijk bezit van de abdis, want in 1678 schonk ze het aan twee van haar nichten. Een van hen, Anna Antoinette d'Aspremont-Reckheim, trouwde in 1682 met Claude Frédéric t'Serclaes van Tilly, opperbevelhebber van het Staatse leger en vanaf 1718 gouverneur van Maastricht. De zus van Anna schonk in 1692 haar aandeel aan het echtpaar, die het bezit nog wist uit te breiden door de aankoop van een stuk grond, eveneens van de Beyart.
In 1714 werd een grondige verbouwing van de Poort van Munsterbilzen voltooid, waarna het gebouw werd aangeduid als de Hof van Tilly. Via de poort konden koetsen de binnencour oprijden. Na de dood van Tilly en zijn vrouw werd het gebouw bestemd voor de commissarissen-deciseurs van Luikse zijde bij hun verblijf in Maastricht.

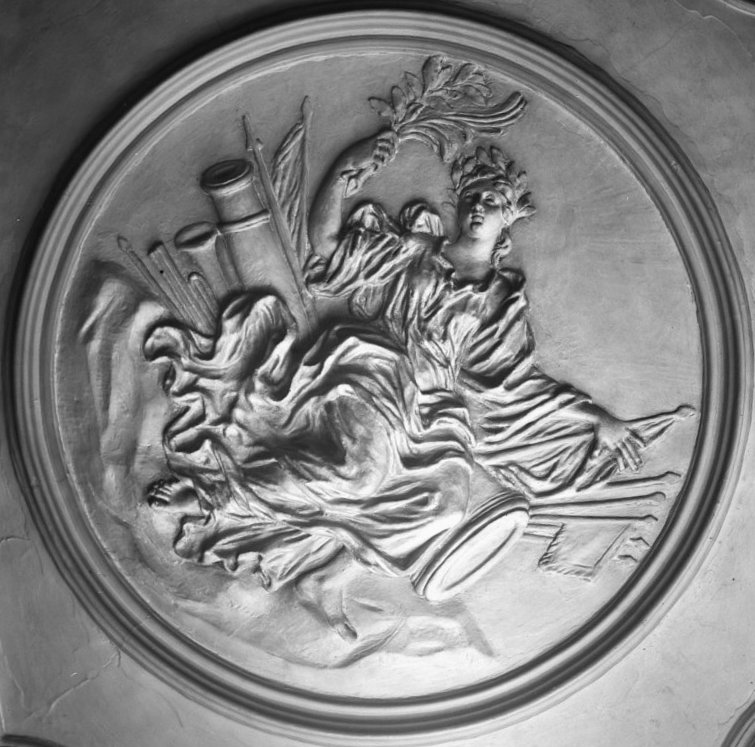
Detail stucplafond

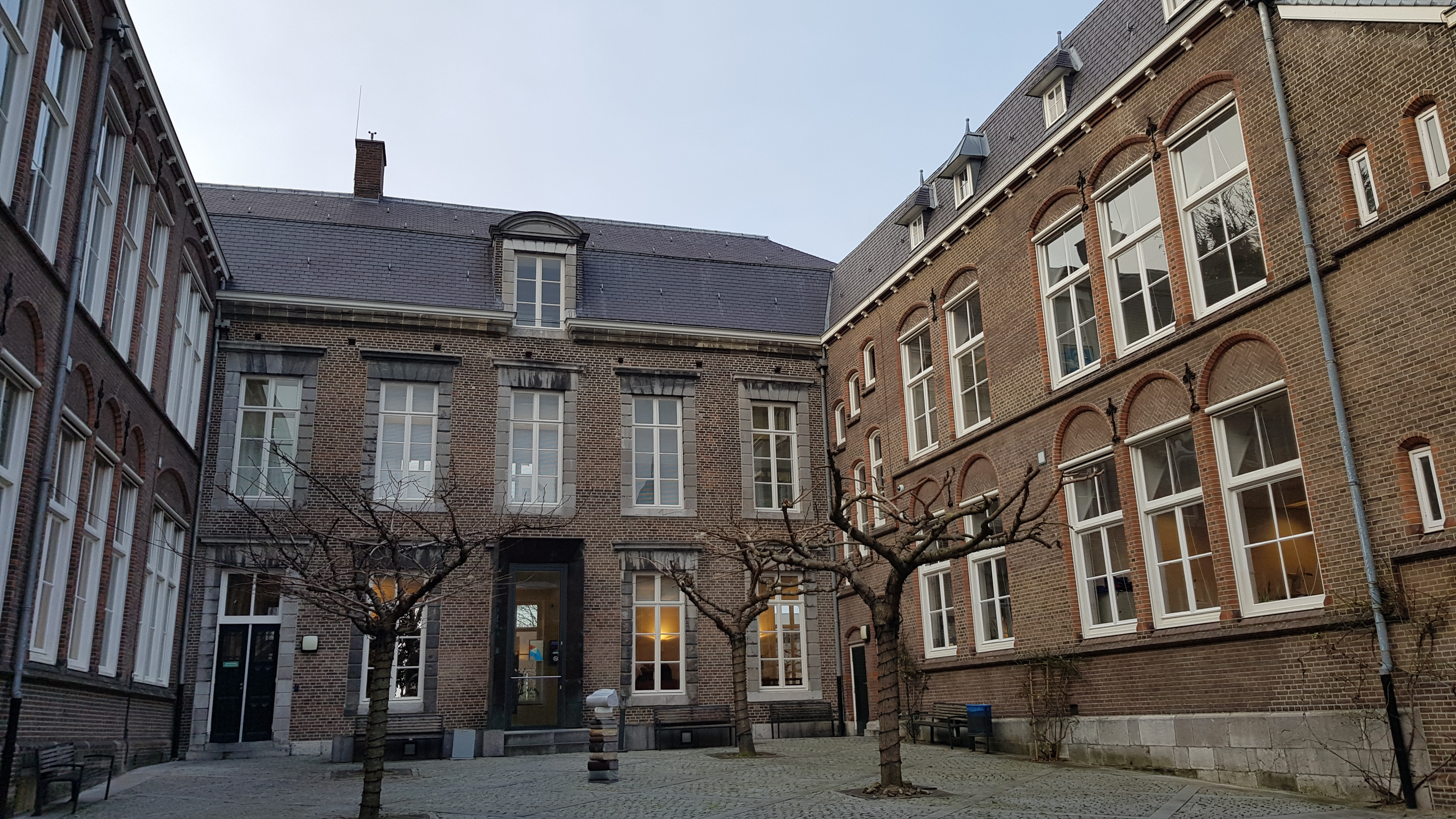
Binnenplaats met 18e- en 19e-eeuwse vleugels

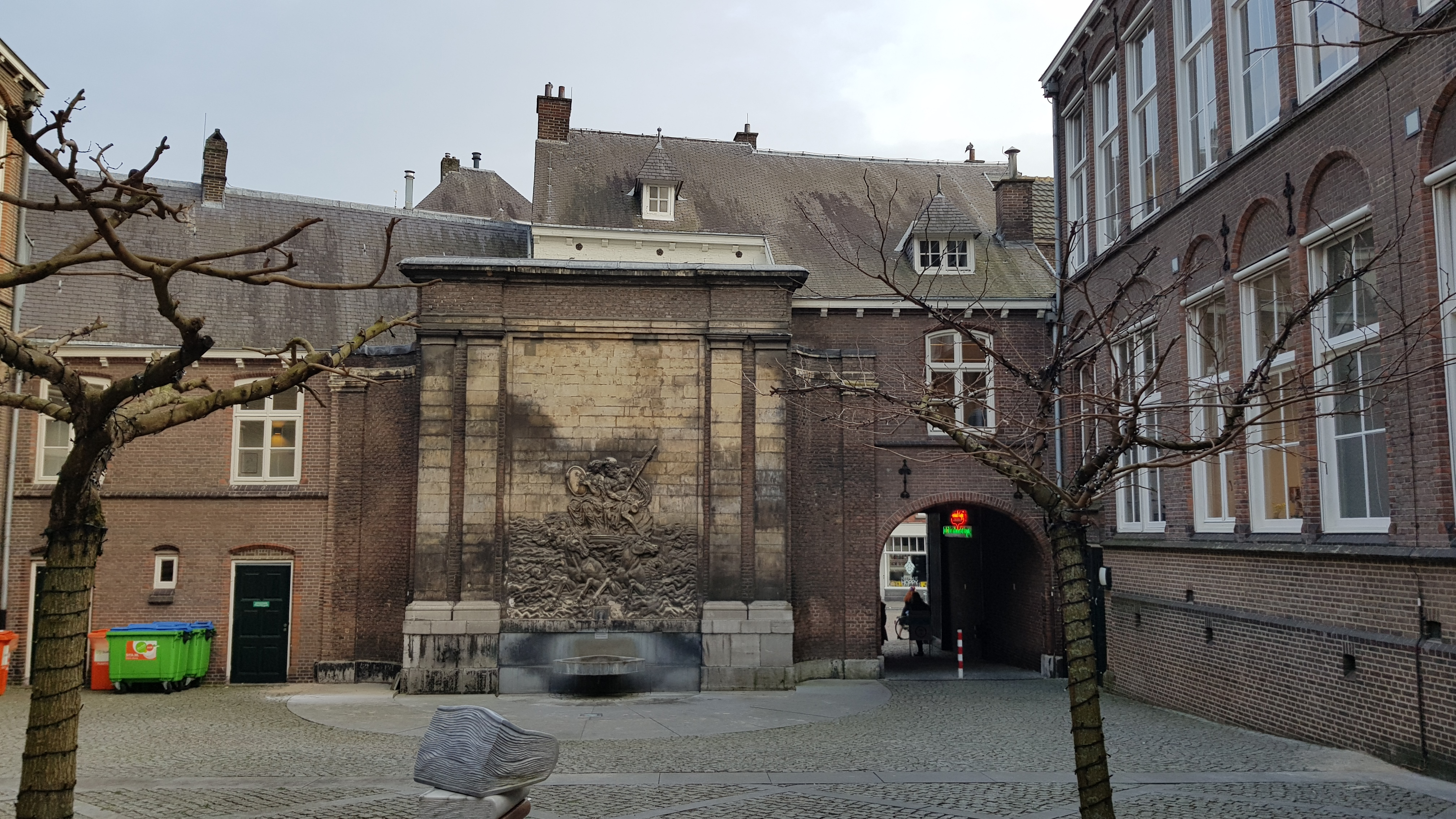
Binnenplaats met poort en fontein

Na de Franse Revolutie woonden er uit Frankrijk gevluchte émigrés in het pand. Na de inname van Maastricht werd het door de Franse overheid genationaliseerd en aanvankelijk verhuurd. De bouwmeester Jean François Soiron verrichtte in juli 1795 enkele herstellingen. Daarna werden er administratieve diensten van het departement Nedermaas gevestigd. De grote salon deed dienst als vergaderzaal voor de Assemblée primaire. In 1811(?) kocht de Fransgezinde advocaat en lid van het Keizerlijk Wetgevend Lichaam Charles Clément Roemers het pand. Bij het uitbreken van de Belgische Revolutie in 1830 toonde Roemers zich een fervent voorstander van de afscheiding. Hij stelde zijn woning ter beschikking als wapendepot aan de opstandelingen. De bedoeling was om vanuit de Hof van Tilly met gewapende groepen de stad in te gaan om officieren en soldaten van het garnizoen gevangen te nemen. Generaal Daine van het Maasleger zou hun dan te hulp komen. Doordat Daine dronken was, mislukte het plan (18 oktober 1830). Vestingcommandant Dibbets liet Roemers vanaf dat moment door de politie in de gaten gehouden. In 1834 liet de teleurgestelde Roemers zich uitschrijven als burger van Maastricht en verkocht hij de Hof van Tilly.
In 1834-1835 werd het gebouw gerenoveerd waarna de Rijks Lagere School van de Kapoenstraat naar dit gebouw trok. In 1880 kreeg deze Rijks Lagere School de status van Rijkskweekschool. Rechts van de poort werd een directeurswoning gebouwd. Enkele oudere delen van het complex werden toen gesloopt en er verrezen twee nieuwe vleugels en een gymnastiekzaal.
In 1966 werd de toegangspoort van het complex opgenomen in het rijksmonumentenregister.
In 1998 werd het gebouwencomplex aangekocht door de Universiteit Maastricht, waarna het pand werd gerestaureerd. Daarbij werd de linkervleugel met een extra verdieping verhoogd en werd de toegangsdeur in de middenvleugel hersteld. Verder werd op de binnenplaats de fontein gerestaureerd en werd de gymnastiekzaal verbouwd tot multifunctionele ruimte. De zaal wordt onder meer gebruikt als repetitielokaal van het Universiteitsorkest Maastricht.

## Beschrijving gebouw
Het complex heeft een b-vormig plattegrond. Ten noorden ligt de voormalige gymnastiekzaal die in pseudo-vakwerkstijl is opgetrokken. Dit is de oudste gymnastiekzaal van Nederland. Aan de zuidzijde ligt een aan de Grote Gracht gelegen brede toegangspoort via welke men op de binnenplaats uitkomt.
Tegen de zuidelijke muur van de binnenplaats bevindt zich tussen twee gekoppelde pilasters een 18e-eeuws mergelstenen reliëf. Deze omvat een waterbekken voor de paarden, een fontein met daarboven de uitbeelding van de schaking van Amphitrite door Poseidon.
Midden op het plein staat het kunstwerk Buchturm van Anna Kubach-Willemsen en Wolfgang Kubach uit 2005, dat een stapel boeken uitbeeldt.

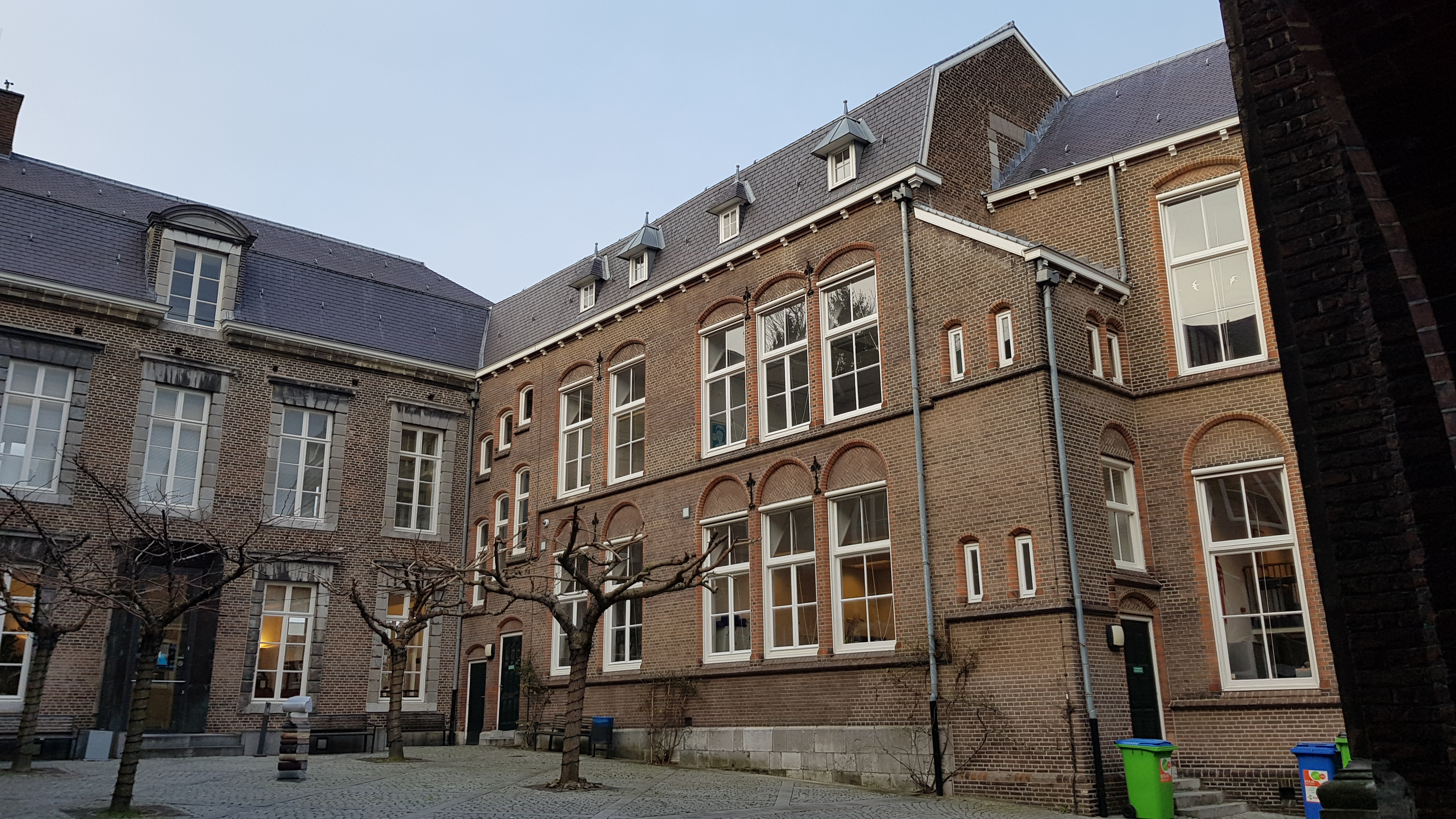
Oostelijke gebouw aan binnenplaats
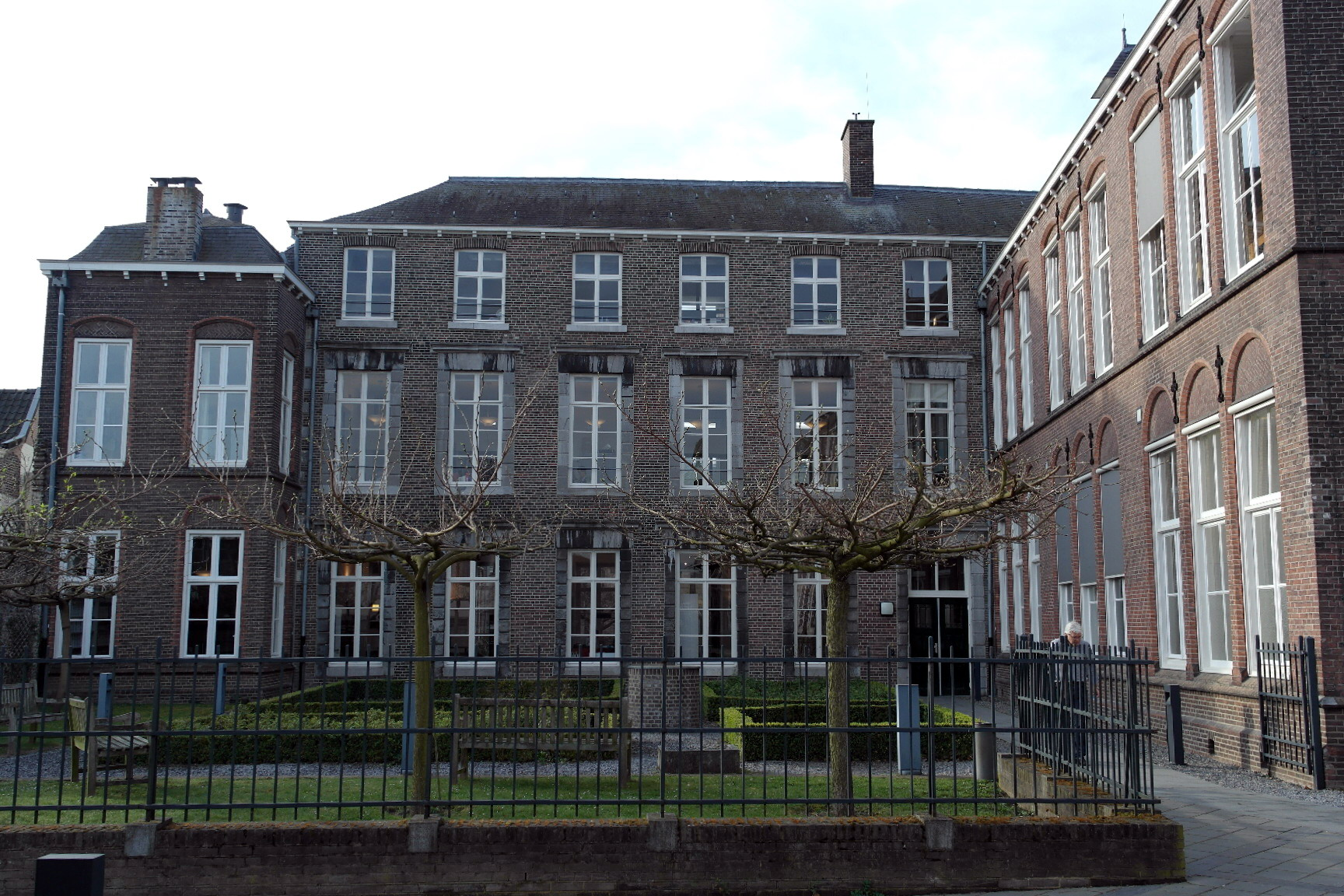
Achterzijde
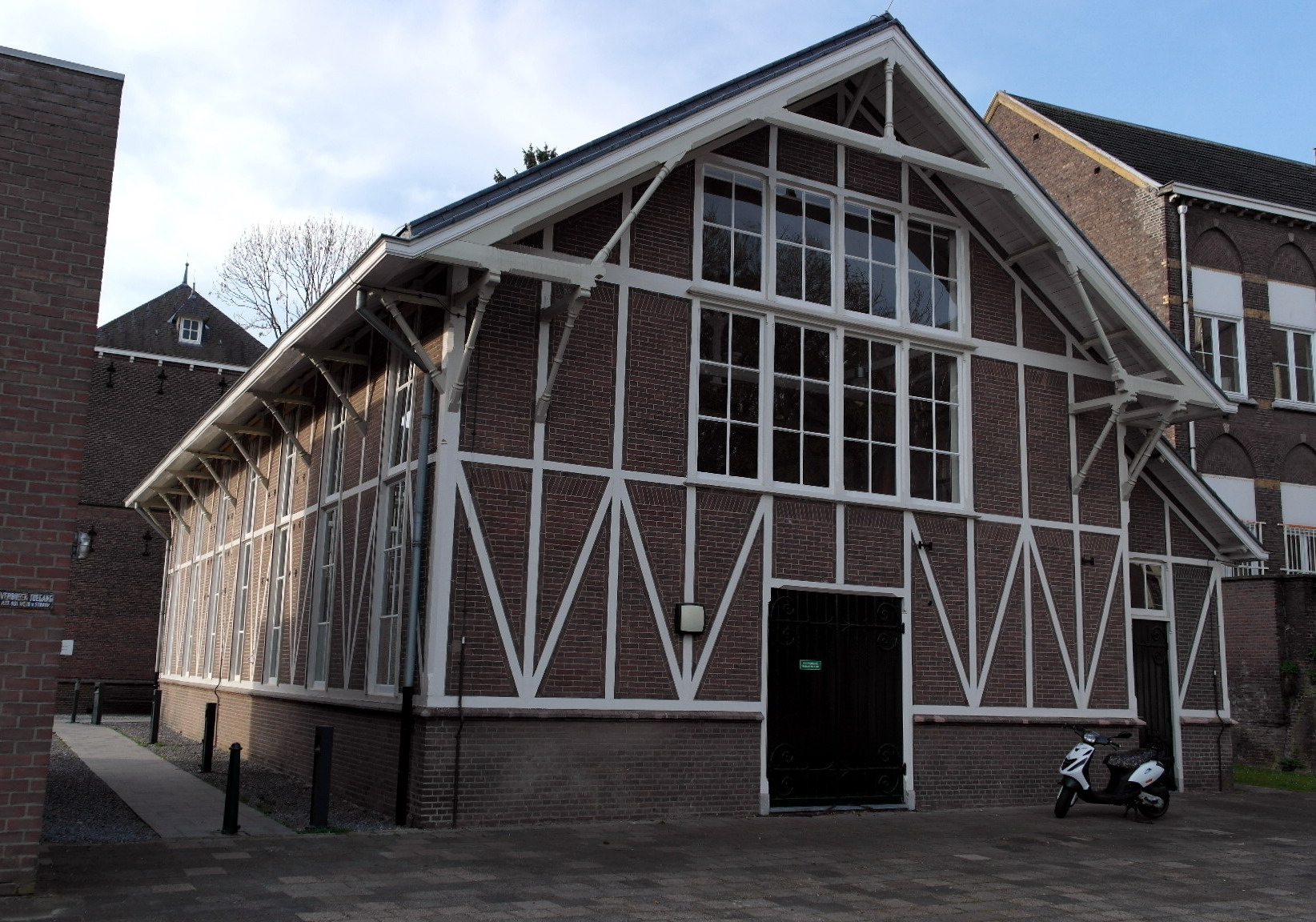
Voormalige gymnastiekzaal
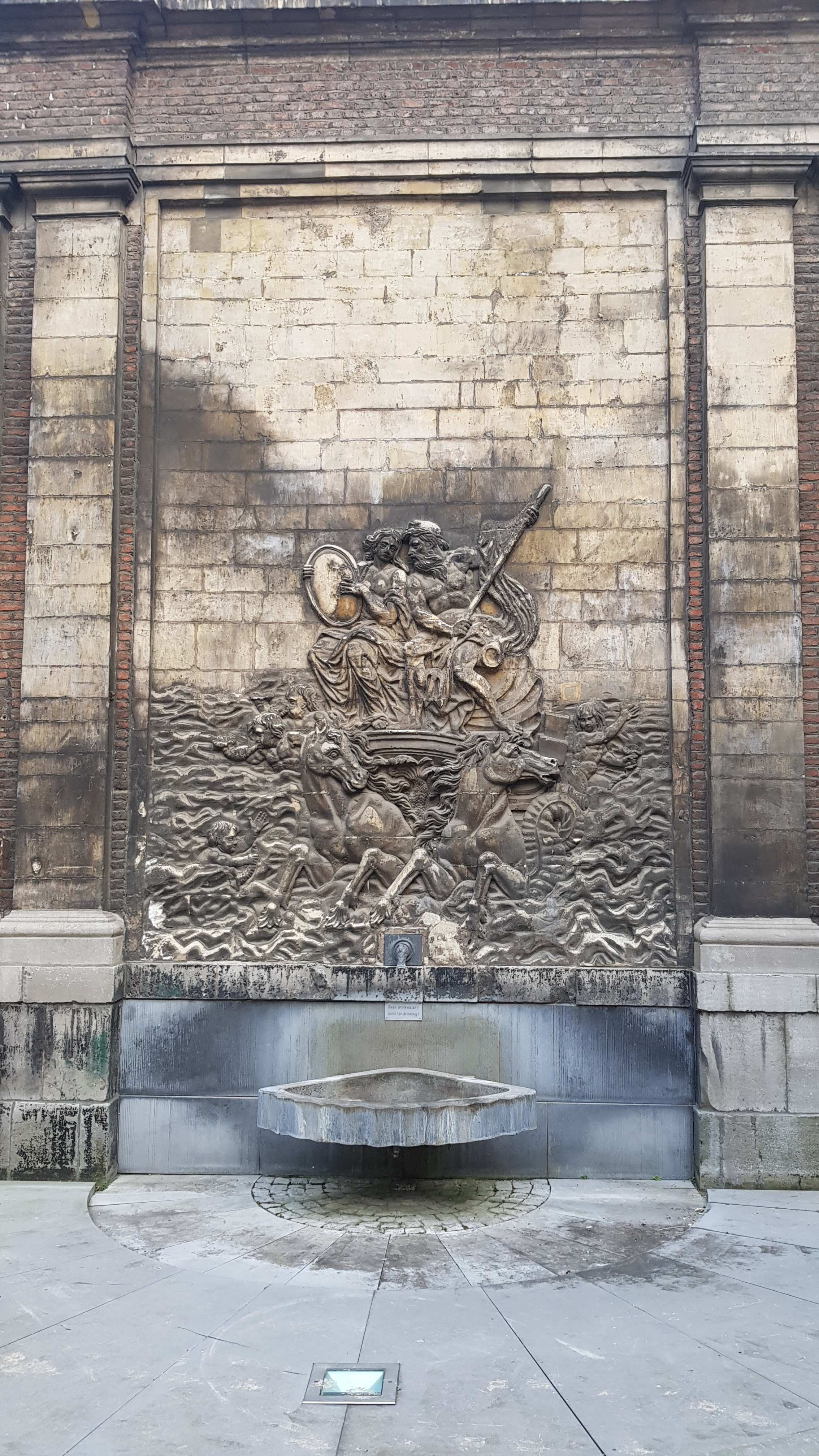
Reliëf met waterbekken en fontein
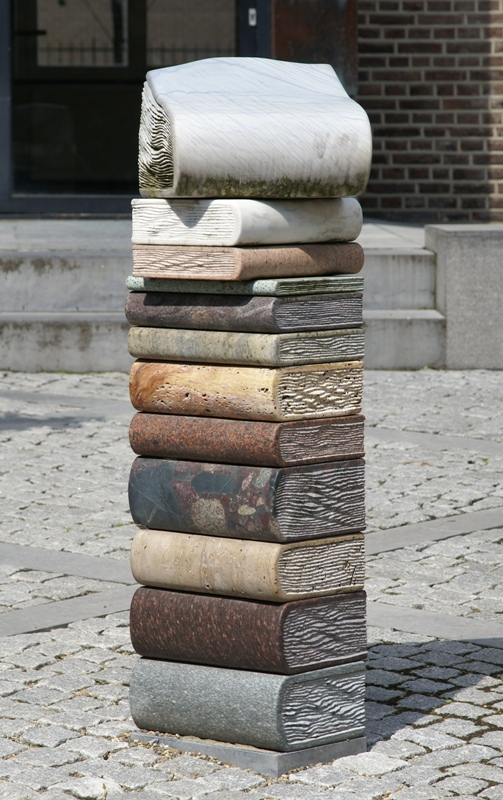
Buchturm op het binnenplein